# (37719) 1996 SG6
1996 SG6 (asteroide 37719) é um asteroide da cintura principal. Possui uma excentricidade de 0.21062850 e uma inclinação de 2.87852º.
Este asteroide foi descoberto no dia 18 de setembro de 1996 por Beijing Schmidt CCD Asteroid Program em Xinglong.